# Arcwik
Arcwik Harutiunian (orm. Արծվիկ Հարությունյան, ur. 21 października 1984 w Kapanie) – ormiańska piosenkarka, reprezentantka Armenii w 62. Konkursie Piosenki Eurowizji (2017).